# Gran Tratado de Instrumentación
El Grand Traité d’Instrumentation et d’Orchestration Modernes, en español abreviado como Gran Tratado de Instrumentación, es un estudio técnico sobre instrumentos musicales occidentales, escrita por Hector Berlioz. Fue publicada por primera vez en 1844 tras haber sido dividida en varias partes antes de esta fecha y tuvo un capítulo añadido por Berlioz sobre dirección orquestal en 1855. El texto fue luego revisado por Richard Strauss en 1904 para incluir más instrumentos modernos. El libro trata sobre varios aspectos técnicos de los instrumentos, tales como la tesitura, sonoridad y limitaciones. También se describe el papel de cada instrumento en particular dentro de la orquesta. El libro también contiene numerosos ejemplos de partituras orquestales de música clásica para dar ejemplos de las técnicas tratadas. Estos ejemplos suelen ser de obras del propio Berlioz, también se mencionan obras de Mozart, Wagner, Beethoven, Spontini y Gluck.
Muchos compositores han estudiado esta obra en profundidad, tales como Músorgski, Mahler, R. Strauss y Rimski-Kórsakov.

## Instrumentos tratados
A continuación se puede ver una lista de los instrumentos que el compositor describe:
Cuerda:
- Violín
- Viola
- Viola d'amore
- Viola de gamba
- Violonchelo
- Contrabajo

Cuerda pulsada:
- Arpa
- Guitarra
- Mandolina

Teclado:
- Piano
- Órgano

Instrumentos de viento madera:
- Oboe
- Oboe d'amore
- Corno inglés
- Fagot
- Tenoroon (Fagot tenor)
- Clarinetes (incluye los clarinetes alto y bajo)
- Corno di basseto (clarinete tenor)
- Flauta (incluye la flauta alto)
- Flautín
- Serpentón

Instrumentos de viento metal:
- Trompa
- Corno de válvulas
- Trompeta
- Corneta
- Trombones
- Tubas (tuba bajo)
- Clarín
- Key bugle
- Valve bugle
- Figle o Oficleido (Bajo, Alto, Contrabajo)
- Bombardon

Voces: (Soprano, Alto, Tenor, Bajo etc.)
Percusión:
- Timbales
- Campanas
- Glockenspiel
- Armónica de cristal
- Crótalos
- Bombo
- Gong
- Pandereta
- Caja orquestal
- Tambor tenor
- Triángulo
- Crescent

Nuevos instruments:
- Saxofones
- Saxhorno
- Saxotrombas
- Saxtubas
- Concertina
- Melodium
- Octabajo
- Pianos y Melodiums de sonido prolongado

## Otros temas tratados
La orquesta - una visión general sobre como la orquesta funciona como conjunto, y su desarrollo a lo largo de la Historia.
Dirección orquestal - una breve descripción sobre el estilo de dirección en Europa en los tiempos de Berlioz. Cabe mencionar que Berlioz era también un gran director en su época, además de compositor.